# Одо де Пороет
Одо де Пороет (*Eudon II de Porhoët, д/н — бл. 1180) — герцог-консорт Бретані у 1148—1156 роках.

## Життєпис

### Герцог-консорт
Походив з роду Роганів. Син Жоффруа, віконта Пороет, та Гадвізи. Про народження нічого невідомо. У 1130 році після постригу батька у ченці Одо стає новим віконтом Пороет як Одо II. 1142 року стає графом Пороетом. У 1146 році одружується з донькою бретонського герцога Конана III. 1148 року останній оголосив пасорбка Одо — Конана — своїм спадкоємцем в обхід сина Гоеля. Того ж року Конан III помер, а Гоель захопив владу в Бретані.
Деякий час Одо з дружиною Бертою перебував в Англії, де їх було визнано правителями Бретані. 1149 року вони повернулися до герцогства, почавши боротьбу з Гоелєм III. Вона тривала до 1153 року. Лише 1154 року подружжя Одо і Берти зуміли повністю захопити владу, передавши Гоелю графство Нантське. За весь час фактично влада перебувала в Одо де Пороета. 1150 заснував монастир Нотр-Дам де Лантенак в Сен-Бріє.
У 1154—1156 роках Одо правив від імені дружини-герцогині. 1154 року відбив спробу Конана IV (сина дружини від першого шлюбу) захопити герцогство. У 1156 році після смерті останньої спробував захопити владу в Бретані, проте наштовхнувся на спротив пасорбка Конана IV. Втім доволі швидко зазнав поразки та відмовився від влади. Невдовзі вимушений був залишити Бретань.

### Боротьба з англійцями
У 1162 році з початком баронського повстання в Бретані проти Генріха II, короля Англії, що втрутився у справи герцогства, Одо де Пороет повернувся на батьківщину та долучився до повсталих. Війна тривала між баронами, англійцями та Конаном IV. Вона ще більше посилилася після зречення бретонського герцога у 1166 році. Втім у 1167 році Одо зазнав поразки від англійських військ і вимушений був надати як заручницю свою доньку Алікс. Того ж року вдруге оженився — на доньці віконта Леону.
1168 році спалахнув новий конфлікт між Одо де Пороетом та Генріхом II. Король Англії вважав, що Одо все ще залишається занадто могутнім та небезпечним. В результаті ворожої військової кампанії Одо де Пороет зазнав поразки та втратив значні володіння. 1171 року після смерті колишнього герцога Конана, Одо знову повстав проти влади англійців, але зазнав чергової поразки й вимушений був тікати з Бретані.
У 1173 році з початком повстання в Бретані на чолі із Раулем II де Фужером, Одо повертається до герцогства та приєднується до повсталих. Водночас в Аквітанії починається повстання на чолі із англійським співкоролем Генріхом Молодим. Боротьба тривала до 1175 року, за умова миру Одо зумів зберегти частину володінь (окрім графства Пент'євр) та залишитися в Бретані. Помер ймовірно близько 1180 року.

## Родина
1. Дружина — Берта, донька Конана III Гладкого, герцога Бретані
Діти:
- Жоффруа (д/н—1155)
- Аделаїда (д/н—1220), аббатиса в Фонтевро
- Алікс, коханка Генріха II, короля Англії

2. Дружина — Жанна (або Елеонора), донька Ерве II, віконта Леону
Діти:
- Одо (бл.1167—1235), граф Пороет
- Генріх (д/н—після 1184)
- Елеонора (д/н—1243), дружина Конан де Ла Рош-Дер'єн
- Аліса, дружина Рауля IV, сеньйора Росні